# Westhausen (Hildburghausen)
Pour les articles homonymes, voir Westhausen.
Westhausen est une commune allemande de l'arrondissement de Hildburghausen, Land de Thuringe, qui a été l'un des hauts-lieu de l’Éducation nouvelle au début du XXe siècle.

## Géographie
Westhausen se situe dans la lande de Heldburg.
|                | Straufhain |                      |
| Schlechtsart   | Westhausen |                      |
| Gompertshausen |            | Bad Colberg-Heldburg |

Le village de Haubinda appartient à la commune.

## Histoire
Westhausen est mentionné pour la première fois en 776, tandis que Haubinda est mentionné en 1317 sous le nom de Heuwinden.
Westhausen est la scène d'une chasse aux sorcières en 1662 et 1663. Une femme mariée est même accusèe.
En 1901, le pédagogue Hermann Lietz (1868-1919) décide d'y établir une école nouvelle, l'Institut pédagogique d'Haubinda. Paul Geheeb et Martin Luserke y font leurs premières armes.

## Personnalités liées à la ville
- Hermann Lietz, pédagogue mort à Haubinda.

## Source, notes et références
1. ↑  Cf. « Wyneken et Paul Geheeb » (version du 3 mars 2016 sur Internet Archive)

- (de) Cet article est partiellement ou en totalité issu de l’article de Wikipédia en allemand intitulé « Westhausen (bei Hildburghausen) » (voir la liste des auteurs).